# Rilonacept
Rilonacept, còn được gọi là Bẫy IL-1 (được bán bởi Regeneron Dược phẩm dưới tên thương mại Arcalyst), là một chất ức chế interleukin 1.
Rilonacept là một protein tổng hợp dimeric bao gồm các miền liên kết phối tử của các phần ngoại bào của thành phần thụ thể interleukin-1 của con người (IL-1R1) và protein phụ kiện thụ thể IL-1 (IL-1RAcP) liên kết với nhau phần kết tinh (vùng Fc) của IgG1 ở người liên kết và trung hòa IL-1.
Rilonacept đã được đưa ra một " thuốc mồ côi " tình trạng của Hoa Kỳ Food and Drug Administration và được sử dụng để điều trị hội chứng cryopyrin liên quan đến định kỳ (CAPS), bao gồm hội chứng tự viêm lạnh gia đình, hội chứng Muckle-Wells và bệnh viêm đa cơ bắt đầu sơ sinh (Nó không được chấp thuận ở Mỹ về chỉ định này).
Vào ngày 8 tháng 5 năm 2012, Hội đồng tư vấn của FDA đã bỏ phiếu 11-0 chống lại sự chấp thuận của rilonacept trong điều trị bệnh gút, nói rằng lợi ích không vượt quá rủi ro liên quan đến thuốc.